# Jijok (métro de Daejeon)
Jijok (hangeul : 지족 ; hanja : 智足) est une station de passage de la ligne 1 du métro de Daejeon. Elle est située au 161, Noeun-ro, quartier Jijok-dong dans l'arrondissement Yuseong-gu de la ville de Daejeon en Corée du Sud.
Ouverte en 2007, la station est desservie par les rames qui circulent sur la ligne 1 (service omnibus).

## Situation sur le réseau

Plan du réseau (2017)

La station établie en aérien, Jijok est une station de passage de la Ligne 1 du métro de Daejeon : elle est située entre la station Banseok, le terminus nord-ouest, et la station Noeun, en direction du terminus sud-est Panam,.

## Histoire
La station Jijok est mise en service le 17 avril 2007, lors de l'ouverture à l'exploitation de la deuxième section de la ligne 1 du métro de Daejeon entre Government Complex, Daejeon et Banseok, le nouveau terminus nord-ouest de la ligne,.

## Services aux voyageurs

### Accès et accueil

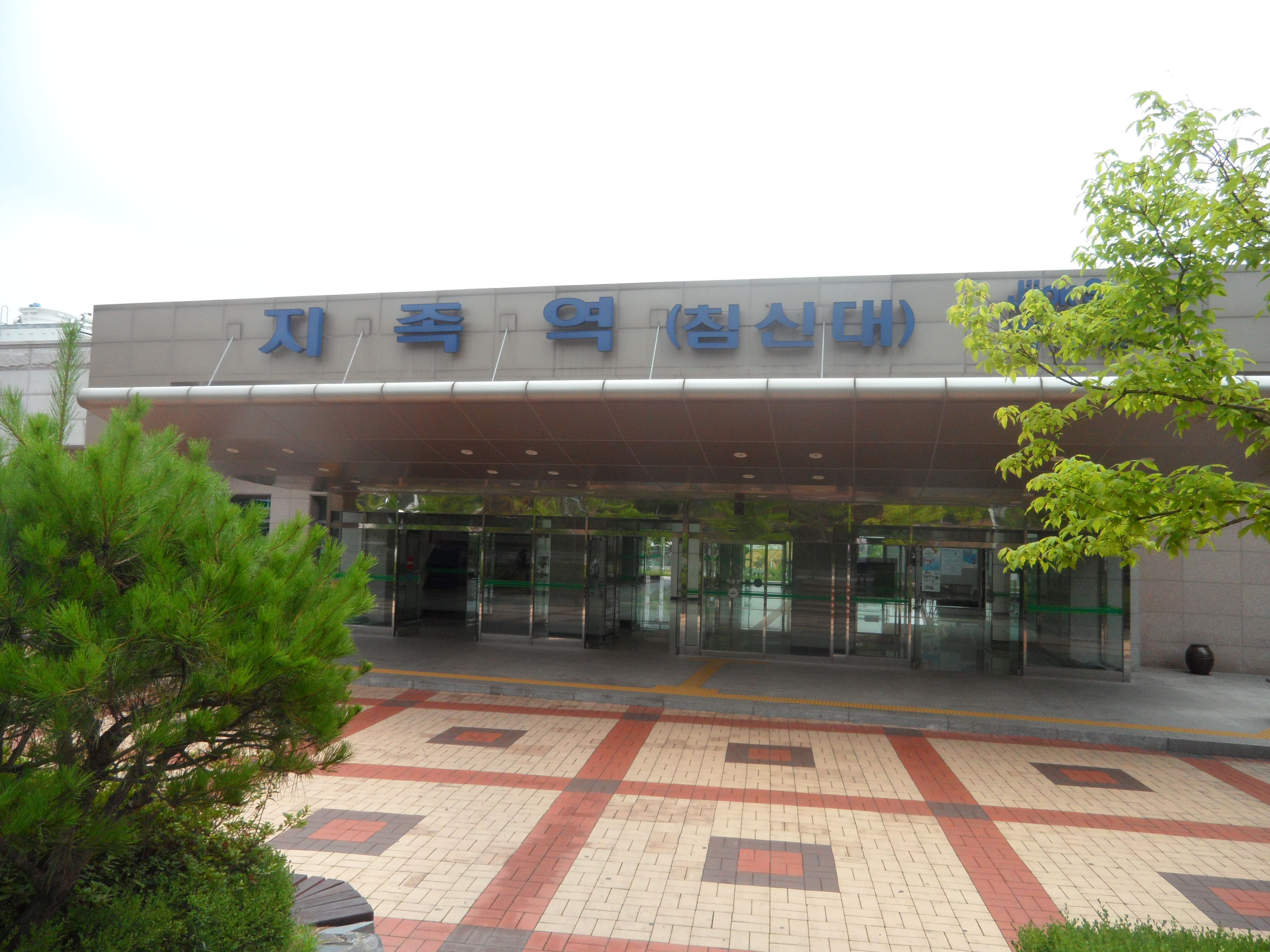
Deuxième accès à la station.

La station est située en aérien (seule station de ce type sur la ligne), au 273 Noeun-ro, dans le quartier Jijok-dong. Sept bouches, numérotées de 1 à 4 font le lien entre le niveau en surface sous le niveau des quais et voies, par l'intermédiaire d'escaliers, d'escaliers mécaniques (4) et d'ascenseurs (2). Comme toutes les stations elle dispose d'une billetterie avec des automates distincts selon le service. La station est accessible aux personnes à la mobilité réduite.

### Desserte
Jijok est desservie par les rames qui circulent sur la ligne 1 (service omnibus). Les quais sont équipés de portes palières.

Installations
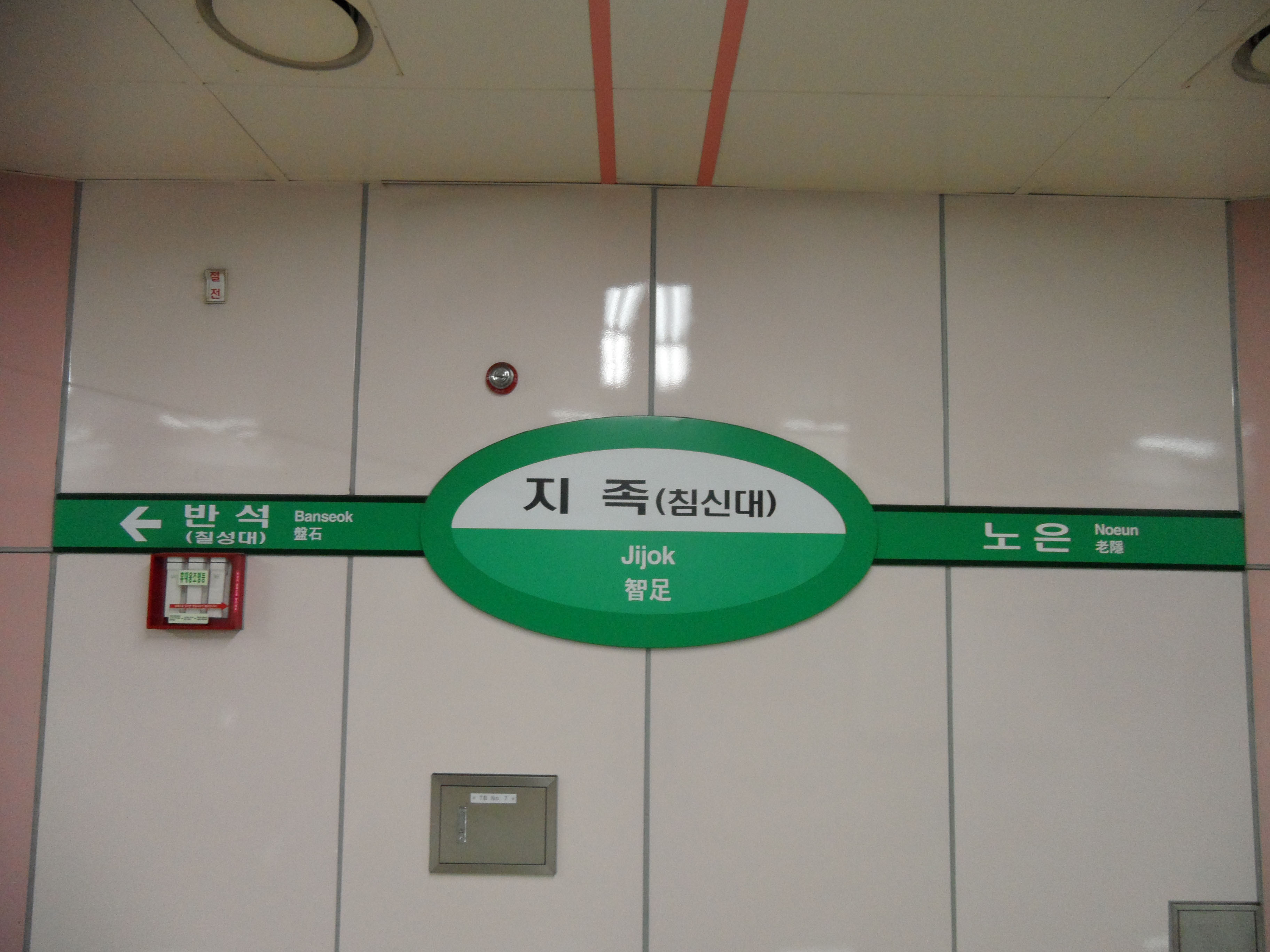
En 2013.
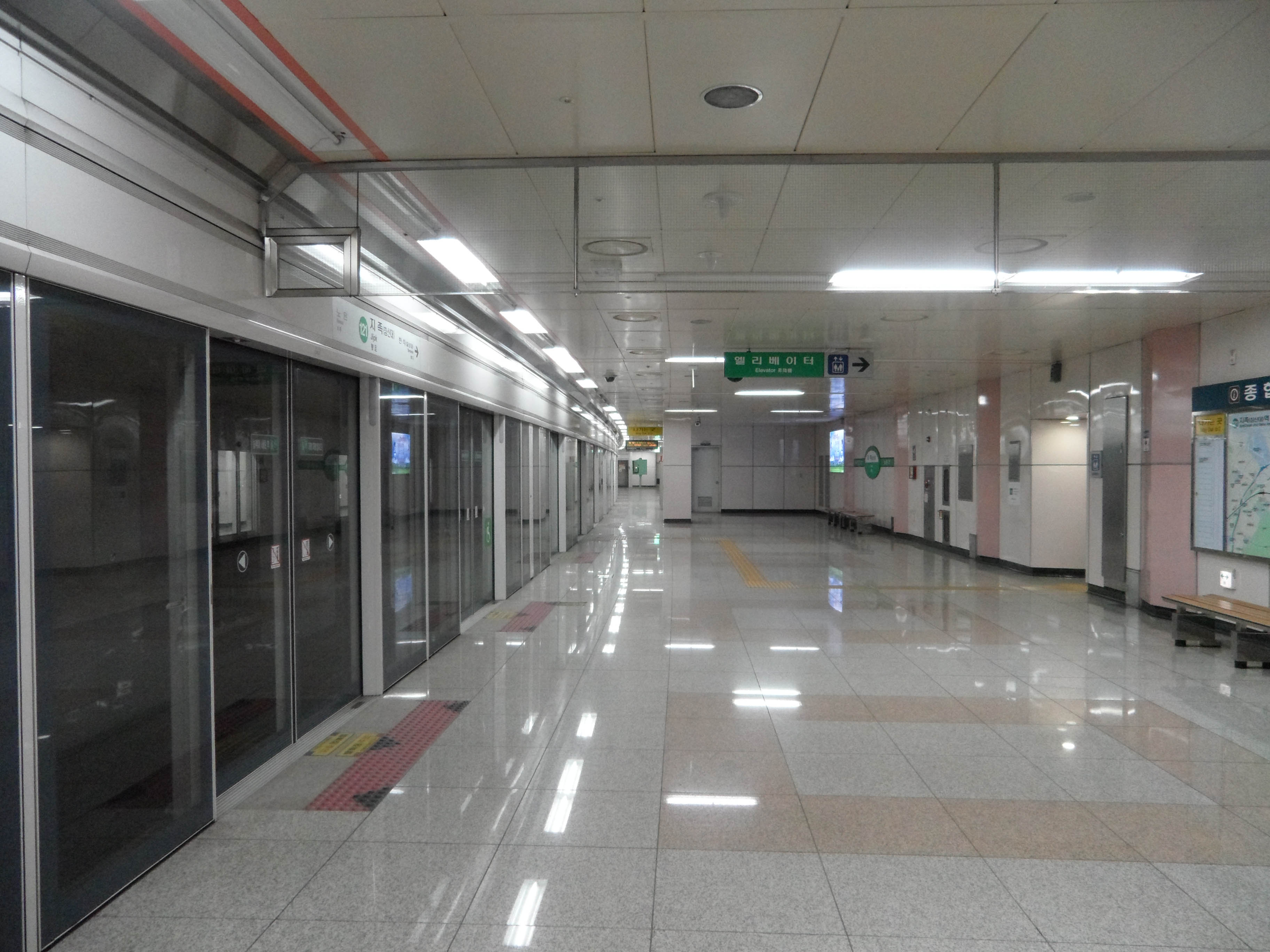
En 2013.

### Intermodalité
La station dispose d'un local à vélos. Des arrêts de bus sont situés à proximité.